# UCI Women's WorldTeam
Cet article concerne les WorldTeams féminines. Pour les WorldTeams masculines, voir UCI WorldTeam.
Une UCI Women's WorldTeam (en français UCI WorldTeam féminine) est une équipe cycliste sur route féminine de première division selon l'Union cycliste internationale (UCI). Cette dénomination est créée à partir de la saison 2020. Les UCI Women's WorldTeam sont automatiquement invitées par les organisateurs des compétitions de l'UCI World Tour féminin.
Les autres équipes féminines reconnues par l'UCI sont les équipes cyclistes continentales jusqu'en 2025 : une nouvelle catégorie voit le jour, les UCI Women's ProTeams, installés entre les WT et les contis.

## Identité, nom et nationalité
Une UCI Women's WorldTeam se compose du responsable financier, des sponsors (y compris jusqu'à trois sponsors principaux), des coureuses et des autres employés de l'équipe (manager, entraîneur, médecin d'équipe, assistant, mécanicien, etc.).
Le nom d'une UCI Women's WorldTeam doit être soit celui de la firme ou de la marque d'un ou plusieurs des sponsors principaux, soit le nom du responsable financier.
La nationalité d'un UCI WorldTeam est éventuellement déterminée par le siège du responsable financier de l'équipe ou le pays dans lequel se commercialise un produit, un service du ou d'un sponsor principal.

## Licence
L'UCI attribue des licences d'UCI Women's WorldTeam pour une durée maximale de quatre ans sur la base de critères sportifs, éthiques, financiers, administratifs et organisationnels. Les équipes licenciées sont appelées UCI Women's WorldTeam et doivent être réenregistrées chaque année. La licence peut expirer si ces critères ne sont pas remplis. Cette licence est détenue et exploitée exclusivement par le responsable financier de l'UCI Women's WorldTeam. 
Le nombre total de licences d'UCI Women's WorldTeam est limité à huit en 2020, douze en 2021 et quinze à partir de 2022. 
Le critère éthique concerne en particulier la question du dopage. Le critère administratif concerne en particulier le respect des règles d'octroi de licences, par ex. la soumission des contrats et leur respect des règles. Le critère financier concerne la capacité à faire face aux engagements. Le critère organisationnel s'applique à partir de la saison 2022 et porte notamment sur l'accompagnement des médecins et des entraîneurs ainsi que sur la limitation des jours de course par pilote à 75.
Si plus d'équipes répondent à ces critères que de licences disponibles, le critère sportif est utilisé. 

## Coureuses
Les coureuses enregistrées au sein de chaque UCI Women's WorldTeam sont des cyclistes professionnelles. Leurs conditions de travail minimales sont réglementées par les règlements de l'UCI. À partir de la saison 2023, le salaire minimum est le salaire minimum des cyclistes masculins courant dans une UCI ProTeam (deuxième division masculine du cyclisme sur route).
Le nombre minimum de coureuses par équipe est de dix (sauf en 2020 et 2021, où il est fixé à neuf). Le nombre maximum de coureuses est de 22 (16 de 2020 à 2022).
En outre, une UCI Women's WorldTeam peut engager jusqu'à deux coureuses comme stagiaires à partir du 1er août de chaque année, mais elles ne sont pas autorisées à prendre part aux courses de l'UCI World Tour féminin.

## Liste des équipes
| UCI WorldTeams                     | UCI WorldTeams | UCI WorldTeams |
| Nom de l'équipe                    | Pays           | Code           |
| ---------------------------------- | -------------- | -------------- |
| Alé BTC Ljubljana                  | Italie         | ALE            |
| Canyon-SRAM Racing                 | Allemagne      | CSR            |
| CCC-Liv                            | Pays-Bas       | CCC            |
| FDJ-Nouvelle Aquitaine-Futuroscope | France         | FDJ            |
| Mitchelton Scott                   | Australie      | MTS            |
| Movistar                           | Espagne        | MOV            |
| Sunweb                             | Pays-Bas       | SUN            |
| Trek-Segafredo                     | États-Unis     | TFS            |

| UCI WorldTeams                     | UCI WorldTeams | UCI WorldTeams |
| Nom de l'équipe                    | Pays           | Code           |
| ---------------------------------- | -------------- | -------------- |
| Alé BTC Ljubljana                  | Italie         | ALE            |
| BikeExchange                       | Australie      | BEX            |
| Canyon-SRAM Racing                 | Allemagne      | CSR            |
| DSM                                | Pays-Bas       | DSM            |
| FDJ-Nouvelle Aquitaine-Futuroscope | France         | FDJ            |
| Liv Racing                         | Pays-Bas       | LIV            |
| Movistar                           | Espagne        | MOV            |
| SD Worx                            | Pays-Bas       | SDW            |
| Trek-Segafredo                     | États-Unis     | TFS            |

| UCI WorldTeams                | UCI WorldTeams      | UCI WorldTeams |
| Nom de l'équipe               | Pays                | Code           |
| ----------------------------- | ------------------- | -------------- |
| Canyon // SRAM Racing         | Allemagne           | CSR            |
| EF Education-Tibco-SVB        | États-Unis          | TIB            |
| FDJ Suez Futuroscope          | France              | FSF            |
| Human Powered Health          | États-Unis          | HPW            |
| Liv Racing Xstra              | Pays-Bas            | LIV            |
| Movistar Team Women           | Espagne             | MOV            |
| Roland Cogeas Edelweiss Squad | Suisse              | CGS            |
| Team BikeExchange-Jayco       | Australie           | BEX            |
| Team DSM                      | Pays-Bas            | DSM            |
| Team Jumbo-Visma              | Pays-Bas            | JVW            |
| Team SD Worx                  | Pays-Bas            | SDW            |
| Trek-Segafredo                | États-Unis          | TFS            |
| UAE Team ADQ                  | Émirats arabes unis | UAD            |
| Uno-X Pro Cycling Team        | Norvège             | UXT            |

| UCI WorldTeams             | UCI WorldTeams      | UCI WorldTeams |
| Nom de l'équipe            | Pays                | Code           |
| -------------------------- | ------------------- | -------------- |
| Canyon // SRAM Racing      | Allemagne           | CSR            |
| EF Education-Tibco-SVB     | États-Unis          | TIB            |
| FDJ-Suez                   | France              | FST            |
| Fenix-Deceuninck           | Belgique            | FED            |
| Human Powered Health       | États-Unis          | HPW            |
| Israel Premier Tech Roland | Suisse              | CGS            |
| Liv Racing Teqfind         | Pays-Bas            | LIV            |
| Movistar Team Women        | Espagne             | MOV            |
| Team dsm-firmenich         | Pays-Bas            | DSM            |
| Team Jayco AlUla           | Australie           | JAY            |
| Team Jumbo-Visma           | Pays-Bas            | JVW            |
| Team SD Worx               | Pays-Bas            | SDW            |
| Trek-Segafredo             | États-Unis          | TFS            |
| UAE Team ADQ               | Émirats arabes unis | UAD            |
| Uno-X Pro Cycling Team     | Norvège             | UXT            |

| UCI WorldTeams            | UCI WorldTeams      | UCI WorldTeams |
| Nom de l'équipe           | Pays                | Code           |
| ------------------------- | ------------------- | -------------- |
| AG Insurance-Soudal       | Belgique            | AGS            |
| Canyon//SRAM Racing       | Allemagne           | CSR            |
| Ceratizit-WNT             | Allemagne           | WNT            |
| FDJ-Suez                  | France              | FST            |
| Fenix-Deceuninck          | Belgique            | FED            |
| Human Powered Health      | États-Unis          | HPH            |
| Lidl-Trek                 | États-Unis          | LTK            |
| Liv-AlUla-Jayco           | Australie           | LAJ            |
| Movistar                  | Espagne             | MOV            |
| Roland                    | Suisse              | CGS            |
| Team dsm-firmenich PostNL | Pays-Bas            | DFP            |
| Team SD Worx-Protime      | Pays-Bas            | SDW            |
| Team Visma-Lease a Bike   | Pays-Bas            | TVL            |
| UAE Team ADQ              | Émirats arabes unis | UAD            |
| Uno-X Mobility            | Norvège             | UXM            |

| UCI WorldTeams             | UCI WorldTeams      | UCI WorldTeams |
| Nom de l'équipe            | Pays                | Code           |
| -------------------------- | ------------------- | -------------- |
| AG Insurance-Soudal Team   | Belgique            | AGS            |
| Canyon//SRAM zondacrypto   | Allemagne           | CSZ            |
| Ceratizit Pro Cycling Team | Allemagne           | CTC            |
| FDJ-Suez                   | France              | TFS            |
| Fenix-Deceuninck           | Belgique            | FDC            |
| Human Powered Health       | États-Unis          | HPH            |
| Lidl-Trek                  | États-Unis          | LTK            |
| Liv-AlUla-Jayco            | Australie           | LIV            |
| Movistar Team              | Espagne             | MOV            |
| Roland                     | Suisse              | CGS            |
| Team Picnic PostNL         | Pays-Bas            | TPP            |
| Team SD Worx-Protime       | Pays-Bas            | SDW            |
| Team Visma-Lease a Bike    | Pays-Bas            | TVL            |
| UAE Team ADQ               | Émirats arabes unis | UAD            |
| Uno-X Mobility             | Norvège             | UXM            |